# Trinidad de Copán
Trinidad de Copán – gmina (municipio) w zachodnim Hondurasie, w departamencie Copán. W 2010 roku zamieszkana była przez ok. 6,4 tys. mieszkańców. Siedzibą administracyjną jest miejscowość Trinidad de Copán.

## Położenie
Gmina położona jest we wschodniej części departamentu. Graniczy z 6 gminami:
- San Nicolás od północy,
- Naranjito od wschodu,
- San José i Veracruz od południa,
- Dolores i San Jerónimo od zachodu.

## Miejscowości
Według Narodowego Instytutu Statystycznego Hondurasu na terenie gminy położone były następujące miasteczka i wsie:
- Trinidad de Copán
- Cerro Azul
- La Cumbre
- Lepaerita
- Quebraditas
- San Juan de Planes

## Demografia
Według danych honduraskiego Narodowego Instytutu Statystycznego na rok 2010 struktura wiekowa i płciowa ludności w gminie przedstawiała się następująco:
| Wiek              | 0–3 | 4–6 | 7–12  | 13–17 | 18–24 | 25–64 | 65+ | razem |
| Trinidad de Copán | 864 | 654 | 1 042 | 655   | 712   | 2 134 | 347 | 6 408 |
| Mężczyźni         | 425 | 317 | 535   | 352   | 343   | 1 061 | 146 | 3 179 |
| Kobiety           | 439 | 337 | 507   | 304   | 369   | 1 073 | 201 | 3 229 |